# Jacques Nasser
Jacques Nasser AC (* 12. Dezember 1947 in Amyoun, Libanon) ist ein australischer Manager.

## Leben
Nasser wurde 1947 im Libanon geboren. Seine Eltern wanderten nach Melbourne in Australien aus, als er vier Jahre alt war. Nasser studierte Wirtschaftswissenschaften an der RMIT University in Melbourne. 1968 begann er für das US-amerikanische Unternehmen Ford zu arbeiten. Für Ford war Nasser 33 Jahre lang bis in das Jahr 2001 tätig; ab 1998 als CEO. Nasser war von 2010 bis 2017 Chairman des australischen Unternehmens BHP Billiton. Er wurde 2002 als Officer des Order of Australia ausgezeichnet. Für herausragende Verdienste um die Wirtschaft und den internationalen Handel im Bergbau und in der verarbeitenden Industrie in Form von Führungs- und Leitungsfunktionen, für die Entwicklung nachhaltiger politischer Rahmenbedingungen für Industrie und Regierung sowie für die Gemeinschaft als Philanthrop und Wohltäter wurde er 2017 zum Companion des Order of Australia ernannt.